# Lapitakeramikens fornminnen
Lapitakeramikens fornminnen är sedan 9 augusti 2007 ett av Tongas tentativa världsarv.. Detta är tänkt att utgöra en del i ett större transnationellt världsarv.